# 폴란드와 우크라이나 카르파티아 지역의 목조 체르크바

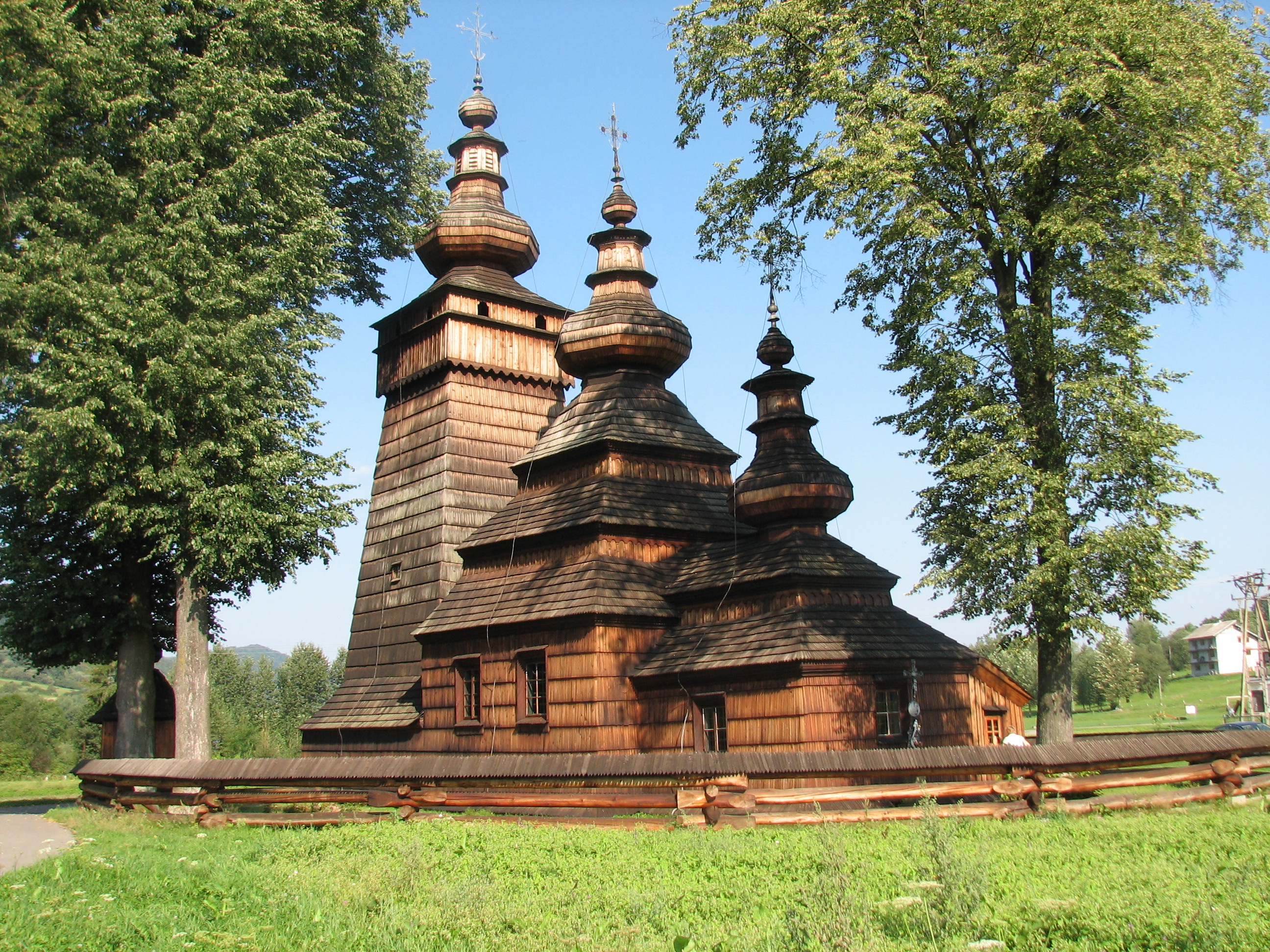

폴란드와 우크라이나 카르파티아 지역의 목조 체르크바(폴란드어: Drewniane cerkwie Regionu karpackiego w Polsce i na Ukrainie, 우크라이나어: Дерев'яні церкви карпатського регіону ПольЂі та Украѕни, 로마자 표기: derev'yani tserkvy kar patskoho rehionu Polshchii Ukrayiny)는 폴란드와 우크라이나에 위치한 목조 정교회(및 일부 동방 가톨릭) 교회 그룹은 2013년 유네스코 세계문화유산 목록에 다음과 같은 설명으로 등재되었다:
16세기에서 19세기 사이에 정교회와 그리스 가톨릭 신앙 공동체에 의해 수평 목조 통나무로 지어졌다. 체르크바는 지역 전통의 요소와 공동체의 우주 창조에 대한 상징적 언급이 결합된 정교회 교회 디자인에 뿌리를 둔 독특한 건축 전통을 증언한다.— 세계유산센터

## 같이 보기
- 남부 리틀폴란드의 목조 교회